# Osteolepididae
Osteolepididae — родина примітивних рибоподібних тетраподоморфів (клада, яка містить сучасних чотириногих та їхніх вимерлих родичів), яка жила в девонський період. Родина, як правило, вважається парафілетичною, з рисами, які характеризують родину, широко поширеними серед базальних тетраподоморфів та інших Osteolepiformes. Деякі з родів, історично віднесених до Osteolepididae, нещодавно були віднесені до родини Megalichthyidae, яка, здається, є монофілетичною групою.

## Роди
Нижче наведено список родів, які на певний момент вважалися остеолепідами:
- †Chrysolepis[3]
- †Ectosteorhachis[2]
- †Geptolepis[3]
- †Glyptopomus
- †Gogonasus
- †Greiserolepis[3]
- †Gyroptychius
- †"Diplopterus"[2]
- †Kenichthys[4]
- †Latvius
- †Medoevia[2]
- †Megalichthys
- †Megapomus
- †Megistolepis
- †Muranjilepis[4]
- †Osteolepis
- †Peregrina[3]
- †Shirolepis[3]
- †Thursius[3]